# Каратыгина, Татьяна Фёдоровна
Татьяна Фёдоровна Каратыгина (1 октября 1937, Москва, СССР — 21 февраля 2016) — советский и российский библиотековед, историк библиотечного дела, педагог, Доктор педагогических наук (1986), профессор (1989), Член-корреспондент (1997) и Член МАИ (2002).

## Биография
Родилась 1 октября 1937 года в Москве в семье библиотековеда Ф. И. Каратыгина (1892—1957). После окончания средней школы по совету своего отца, в 1954 году поступила на библиотечный факультет МГБИ, который она окончила в 1959 году, в этом же году поступила на аспирантуру там же, которую она окончила в 1966 году. Будучи на аспирантуре МГБИ, С 1957 по 1963 год работала в ГПНТБ. В 1967 году устроилась на работу в МГИК, где фактически отработала до самой смерти, при этом с 1987 по 1996 год занимала должность декана факультета повышения квалификации преподавателей специальных дисциплин для высших и средних учебных заведений культуры.
Скончалась 21 февраля 2016 года.

## Научные работы
Основные научные работы посвящены теоретическим проблемам библиотековедения. Автор свыше 200 научных работ и 6 книг.
- Каратыгина Т. Ф. Чтоб не распалась связь времен... : к 75 -летию МГУКИ. — М. : МГУКИ, 2005. — 238 с. (содержание)

## Членство в обществах
Состояла членом в ряде научных обществ.